# Styphlomerus
Styphlomerus is een geslacht van kevers uit de familie van de loopkevers (Carabidae). De wetenschappelijke naam van het geslacht is voor het eerst geldig gepubliceerd in 1875 door Chaudoir In Putzeys.

## Soorten
Het geslacht Styphlomerus omvat de volgende soorten:
- Styphlomerus amplus Liebke, 1934
- Styphlomerus aulicus (Dejean, 1831)
- Styphlomerus batesi Chaudoir, 1876
- Styphlomerus burgeoni Liebke, 1934
- Styphlomerus ciliatus Liebke, 1934
- Styphlomerus comoricus (Fairmaire, 1896)
- Styphlomerus cribricollis Chaudoir, 1876
- Styphlomerus equestris (Dejean, 1831)
- Styphlomerus exilis (Laferte-Senectere, 1850)
- Styphlomerus fallax (Peringuey, 1896)
- Styphlomerus flavus Liebke, 1934
- Styphlomerus foveatus Liebke, 1934
- Styphlomerus fusciceps (Schmidt-Gobel, )
- Styphlomerus fuscicollis Landin, 1955
- Styphlomerus fuscifrons (Fairmaire, 1897)
- Styphlomerus gebieni Liebke, 1927
- Styphlomerus impressifrons (Fairmaire, 1897)
- Styphlomerus kamerunus Liebke, 1927
- Styphlomerus kisantuus Liebke, 1934
- Styphlomerus kochi Basilewsky, 1959
- Styphlomerus korgei (Jedlicka, 1964)
- Styphlomerus lamottei Basilewsky, 1951
- Styphlomerus ludicrus (Erichson, 1843)
- Styphlomerus methneri Liebke, 1934
- Styphlomerus montanus (Peringuey, 1896)
- Styphlomerus neavei Liebke, 1934
- Styphlomerus opacicollis (Branicsik, 1893)
- Styphlomerus ovalipennis Liebke, 1934
- Styphlomerus paralleloides Lorenz, 1998
- Styphlomerus piccolo Liebke, 1927
- Styphlomerus placidus (Peringuey, 1896)
- Styphlomerus plausibilis Peringuey, 1904
- Styphlomerus postdilatatus Burgeon, 1947
- Styphlomerus puberulus Peringuey, 1896
- Styphlomerus quadrimaculatus (Dejean, 1831)
- Styphlomerus renaudi Basilewsky, 1965
- Styphlomerus ruficeps Chaudoir, 1876
- Styphlomerus seyrigi (Jeannel, 1949)
- Styphlomerus sinus Alluaud, 1918
- Styphlomerus speciosus Basilewsky, 1949
- Styphlomerus sticticollis (Fairmaire, 1884)
- Styphlomerus tellini Maindron, 1905
- Styphlomerus timoriensis (Jordan, 1894)
- Styphlomerus titschacki Liebke, 1927
- Styphlomerus undulatus (Chaudoir, 1843)
- Styphlomerus vittaticollis (Peringuey, 1885)